# 藤本美咲
藤本 美咲（ふじもと みさき、1983年8月25日 - ）は、日本のAV女優。
千葉県出身。身長158cm、スリーサイズ:B80（Bカップ-70） W58 H86。

## 略歴
- 田畑百子と笠木忍系のロリ顔、幼児体型ながらもSMやスカトロまでこなし企画物中心で活動。
- ロリータ専門の渋谷書店では「池内ゆかり」として活動し、写真集も出版。
- DMMのチャットガールとしても活動。

## 作品

### アダルトビデオ
- ザ・衣裳合わせ　ちょっちょっとだけ吸わせて!だって撮影じゃないのにイヤァーッ!! （アテナ映像）※デビュー作
- もしも満員電車が女子校生痴女でいっぱいだったら?（ドグマ）…共演:田村麻衣、長谷川めい（野々宮りん） 他
- 浣腸香道教室（アートビデオ）
- 浣腸華道教室（アートビデオ）
- 幼淫悪戯（いたずら） （グローリークエスト）
- 生中出し 少女性教育1X歳 〜美咲〜（グローリークエスト）
- 羞恥の無毛患者たち（大洋図書）
- すてリロVI（スターリンク/ジャングルポケット）
- すくみず（スターリンク/ジャングルポケット）
- あの娘と。（無敵屋）
- 内診台屈辱医療vol.2（大洋図書）
- 無毛白書いじめ治療（大洋図書）
- カルテ倶楽部アナザー・ノートVol.01（大洋図書）
- パイパン女子中○生ぶっかけ輪姦中出し 美咲（DAIレーベル）
- パイパン中◯生レズ3p中出し（DAIレーベル）
- 戯体・少女 戯体番号、二 （ATLAS MAYFAIR)
- 受難志願 哀奴 3 （ATLAS MAYFAIR)
- 少女伝説 天然ぱいぱ～ 桃割れ編 10（ATLAS MAYFAIR)
- 変態コレクター Y氏の撮録 2（ビーワン）
- 女子○生弓道部ジャックR（笠倉出版社）
- 実録ナマ中出し女子中○生6（マルクス兄弟）
- ロリ・ナンパすぺしゃる。4 逆ナンパ編（GLAY'z）
- アンチ　21人痴漢（ナチュラルハイ）

### イメージビデオ
- せきらら白書（渋谷書店）
- 妹物語（渋谷書店）